# もらえるテレビ!
『もらえるテレビ!』は、テレビ朝日ローカルで放送されていた、生放送の娯楽情報番組、ハイビジョン制作。

## 概要
- 2009年10月3日放送開始。放送時間は毎週土曜日9:30 - 10:55（JST）。テレビ朝日の正面玄関前ホール（アトリウム）から生放送されていた。
- 放送開始当初は美味しいグルメ情報や映画・イベントなどのエンタメ情報など、視聴者が欲しいと思っている娯楽情報を紹介し、可能な限りプレゼントしていた。プレゼントされる人数を、スタジオの出演者や取材先の担当者等が回すルーレットによって決定していた。その後は放送中期に存在したコーナー以降に示すように変遷していった。
- 『もらいグマたすカルくん』と言う番組のマスコットキャラクターがいた（『あらいぐまラスカル』のパロディ）。
- 前枠の『朝だ!生です旅サラダ』（ABCテレビ制作）と後枠の『食彩の王国』との間にCMなどのステーションブレイクを挟まないで放送した。ただし前枠との間には、ABC制作全国ネットの番宣CMを挟むときもあった。

## 主なコーナー

### 放送開始頃に存在したコーナー
もらえるグルメ 
- 「ぐるなび」の情報をもとに、毎週一つの旬の食材をテーマに、その食材を使った美味しい料理が食べられる店を紹介する。

 もらえる会社訪問 
- 美味しい商品を製造している会社を訪問し、製造過程・商品へのこだわりなどを徹底的に取材する。

 もらえる特産品 
- 毎週一つの都道府県をテーマに、美味しい特産品を紹介する。

 もらえるシネマ 
- 毎週一作品の映画を、MCの女性アナと「も組」メンバーから各1人ずつ、計2人で鑑賞して感想を述べる。

### 放送中期に存在したコーナー
週末の得する歩き方
- 話題のお買い物スポットで、お得なグルメや商品の情報を紹介する。

これ知ってる？ナルホド知識
- 視聴者が見たり聞いたりして、なるほどと思った知識をクイズ形式で紹介し（例：12月19日は記念日）、劇団ひとりとゲストが解答する。正解すれば視聴者に1問につき1万円分の商品券をプレゼントする。

その他
- 10月31日放送分より、百貨店やしまむらの新聞折込チラシを見て、物産展売り上げ商品に関することなど、特定の商品のある条件を劇団ひとりと「も組」メンバー（11月14日からは劇団ひとりとゲスト）が解答する、クイズ形式のコーナーが始まっていた。当初のルールは、正解すれば解答者が商品を獲得し、外したら大木アナが商品を横取りしていた。ルールは後に、正解すれば視聴者に1万円分の商品券をプレゼントする方式に変わった。このコーナーは後に、上記の「これ知ってる？ナルホド知識」に変更された。

### 放送後期に存在したコーナー
これってナニに使うの？
- 東急ハンズやダイソー等で売られている便利グッズについて、何に使うかをクイズ形式で紹介し（例：12月12日はキッチングッズ）、劇団ひとりとゲストが解答する。正解すれば視聴者に1問につき1万円分の商品券をプレゼントする。2010年1月9日放送分からは、商品券のプレゼントはなくなった。

楽ごはん
- 「簡単!おいしい!意外!」の3つのキーワードをもとに、視聴者からの募集や劇団ひとりとゲスト直伝のアイディアごはんを紹介する。スタジオに女性料理家を招いて、そのオリジナルのごはんを調理してもらい、出演者が試食する。コーナータイトルは、最初は「わが家の楽ごはん」だったが、後に「簡単!意外!おいしい!楽ごはん」となった。

人気店のなるほどレシピ
- 「もらえるグルメ」を後にテコ入れしたコーナー。「も組」メンバー2人が繁盛している店を取材する。その店の主人や調理師が、どのように味付けや調理をすれば、美味しく仕上がるかを、クイズ形式などで紹介する。

 もらえる福袋 
- 各店舗が出しているサンプルを集めたサイト「サンプル百貨店」のお徳情報の中から、一つの情報をピックアップして「も組」メンバー2人が取材し、視聴者に無料体験できるプレゼントをする。温泉宿に関する情報がほとんどで、大変好評で放送開始からほぼそのままの形で存在したコーナーだった。

 今週の得するニュース 
- 話題の商品やイベントなどの情報や、テレ朝の番組情報などを紹介する。放送開始当初のコーナータイトルは、「もらえるニュース」だった。

## 出演者

### MC
- 劇団ひとり
- 野村真季（テレビ朝日アナウンサー）
- 大木優紀（テレビ朝日アナウンサー）

### 情報リポーター「も組」
- 中土居宏宜（Lead）
- 鍵本輝（Lead）
- 南圭介（PureBoys）
- 平田裕一郎
- 渡部紘士
- コン・テユ
- 渡航輝
- DAIZO
- 鳥居孝行
- ブラックパイナーSOS（山野拓也、内藤正樹）
- 八戸亮
- ATSUSHI（おしゃれ泥棒）
- 佐藤峻

### 「楽ごはん」女性料理家
- 青木敦子（フードコーディネーター、2010年1月「わが家の楽ごはん」に出演）
- 島本美由紀（料理研究家、2010年2月「簡単!意外!おいしい!楽ごはん」に出演）

### ゲスト
- 松平健
- 藤田弓子
- 船越栄一郎
- 松岡修造
- 岡本麗
- 笹川勇（おしぼりアートの達人、2009年12月26日「ついやってみたくなる！簡単おしぼりアート」に出演）
- KAORU（野菜ソムリエ、2009年12月26日「これ知ってる？ナルホド知識」でVTR出演）
- 安藤和津
- 柴田理恵
- 笑福亭鶴瓶
- 北斗晶
- 沢村一樹
- 陣内貴美子
- 井上真央
- 斎藤慶子

### ナレーター
- 高塚正也
- 鈴木真仁

| テレビ朝日 土曜9:29 - 10:55枠 | テレビ朝日 土曜9:29 - 10:55枠 | テレビ朝日 土曜9:29 - 10:55枠 |
| 前番組                        | 番組名                        | 次番組                        |
| ----------------------------- | ----------------------------- | ----------------------------- |
| サタデースクランブル          | もらえるテレビ!               | 食彩の王国 ※9:30 - 9:55       |